# Ján Cintula
Ján Cintula (listopad 1934 – srpen 2017 Nitra) byl slovenský fotbalový útočník.

## Hráčská kariéra
V československé lize hrál za Slovan Nitra (09.08.1959–04.06.1961), vstřelil tři prvoligové branky. Do Nitry přišel roku 1953. V nižších soutěžích nastupoval také za Spartak Topoľčany. U příležitosti 90. výročí organizovaného fotbalu v Topoľčanech mu byla v roce 2002 udělena Cena města Topoľčany – Pocta primátora města.

### Prvoligová bilance
| Ročník             | Zápasy | Góly | Minuty | Klub         |
| ------------------ | ------ | ---- | ------ | ------------ |
| I. liga 1959/60    | 18     | 3    | 1 339  | Slovan Nitra |
| I. liga 1960/61    | 7      | 0    | 230    | Slovan Nitra |
| CELKEM I. ČS. LIGA | 25     | 3    | 1 569  |              |